# Xenocranium
Xenocranium is een geslacht van uitgestorven schubdierachtigen uit familie Epoicotheriidae van de Palaeanodonta die tijdens het Laat-Eoceen in Noord-Amerika leefde. De typesoort is Xenocranium pileorivale.

## Etymologie
De naam van het geslacht Xenocranium komt van het Oudgrieks ξένος (xénos) 'vreemd' en van het Oudgrieks κρανίον (krāníon) 'schedel', respectievelijk naar de unieke schedelschikking.
De soortaanduiding is afgeleid van het Latijnse pileus 'hoed' en van het Latijnse rivalis 'beek', verwijzend naar de nabijgelegen gemeente Hat Creek, Wyoming, Verenigde Staten.

## Fossiele vondsten
Fossielen van Xenocranium zijn gevonden in de White River-formatie in Natrona County in de Amerikaanse staat Wyoming. De vondsten dateren uit de North American Land Mammal Age Chadronian, 37,2 tot 33,9 miljoen jaar geleden.

## Kenmerken
Xenocranium was insectivoor en iets groter dan een gordelmol. Het dier had verschillende aanpassingen voor een gravende ondergrondse leefwijze die vergelijkbaar zijn met die van goudmollen en de gordelmol. Xenocranium had korte, robuuste voorpoten met een beperkte mobiliteit en kleine handen met lange klauwen, een versterkte nek, een driehoekige kop met een verbrede opstaande schopvormige neus, sterk gereduceerde ogen en verdikte gehoorbeentjes geschikt voor het horen van laagfrequente tonen. De neus werd gebruikt voor oppervlakkig graven en de poten voor dieper graven.

## Paleo-ecologie
Het holotype van Xenocranium pileorivale werd gevonden in de Brule-formatie, 160 voet onder de top van de Oligocene ontsluiting in het gebied, wat volgens de NALMA-classificatie overeenkomt met het Chadronian tot het Orellan. Later werd ontdekt dat deze laag stamt uit het Priabonien van het Laat-Eoceen. Verdere overblijfselen zijn gevonden in de White Riverformatie van Nebraska. De dieren uit deze formaties vormen de White River Fauna, waaronder roofdieren als Archaeotherium en Hyaenodon, en een grote diversiteit aan herbivore zoogdieren, zoals het archaïsche paard Mesohippus, de ruige neushoorn Hyracodon en de zeer algemene oreodont Merycoidodon.